# Exomalopsis solitaria
Exomalopsis solitaria är en biart som beskrevs av Juan Brèthes 1910. Exomalopsis solitaria ingår i släktet Exomalopsis och familjen långtungebin. Inga underarter finns listade i Catalogue of Life.